# Mejor Quinteto de la WNBA
El Mejor Quinteto de la WNBA (All-WNBA Team) es un honor anual de la Asociación Nacional de Baloncesto Femenino (Women's National Basketball Association) o (WNBA) otorgado a las mejores jugadoras de la liga de cada temporada de la WNBA. La votación se lleva a cabo por un panel de periodistas deportivos en Estados Unidos. El equipo ha sido seleccionado en todas las temporadas de la existencia de la liga, que se remonta a su temporada inaugural en 1997. El Mejor Quinteto de la WNBA se compone de dos alineaciones de cinco mujeres de primer y segundo quinteto, que comprende un total de 10 lugares en la plantilla.
Las jugadoras reciben cinco puntos por cada voto en el primer equipo y tres puntos por cada voto en el segundo equipo. Las cinco jugadoras con el mayor número de puntos se colocan en el primer equipo, las próxima cinco son colocadas el segundo equipo.
Diana Taurasi tiene el récord de más selecciones totales con catorce. Lisa Leslie y Tamika Catchings le siguen con doce honores totales cada una. Diana Taurasi tiene el récord de más selecciones en el primer quinteto con nueve, Lisa Leslie tuvo ocho selecciones en el primer quinteto, mientras que Tamika Catchings, Lauren Jackson y Candace Parker le siguen con siete cada una.
Tamika Catchings, Sue Bird, Diana Taurasi, Candace Parker y Caitlin Clark son las únicas jugadoras en formar parte del primer equipo All-WNBA en sus temporadas de novatas.

## Ganadoras
| Temporada | Primer Equipo            | Primer Equipo            | Segundo Equipo              | Segundo Equipo           |
| Temporada | Jugadora                 | Equipo                   | Jugadora                    | Equipo                   |
| --------- | ------------------------ | ------------------------ | --------------------------- | ------------------------ |
| 1997      | Eva Němcová              | Cleveland Rockers        | Wendy Palmer                | Utah Starzz              |
| 1997      | Tina Thompson            | Houston Comets           | Rebecca Lobo                | New York Liberty         |
| 1997      | Lisa Leslie              | Los Angeles Sparks       | Jennifer Gillom             | Phoenix Mercury          |
| 1997      | Cynthia Cooper           | Houston Comets           | Teresa Weatherspoon         | New York Liberty         |
| 1997      | Ruthie Bolton-Holifield  | Sacramento Monarchs      | Andrea Stinson              | Charlotte Sting          |
| 1998      | Tina Thompson (2)        | Houston Comets           | Eva Němcová (2)             | Cleveland Rockers        |
| 1998      | Sheryl Swoopes           | Houston Comets           | Cindy Brown                 | Detroit Shock            |
| 1998      | Jennifer Gillom (2)      | Phoenix Mercury          | Lisa Leslie (2)             | Los Angeles Sparks       |
| 1998      | Suzie McConnell Serio    | Cleveland Rockers        | Teresa Weatherspoon (2)     | New York Liberty         |
| 1998      | Cynthia Cooper (2)       | Houston Comets           | Andrea Stinson (2)          | Charlotte Sting          |
| 1999      | Sheryl Swoopes (2)       | Houston Comets           | Chamique Holdsclaw          | Washington Mystics       |
| 1999      | Natalie Williams         | Utah Starzz              | Tina Thompson               | Houston Comets           |
| 1999      | Yolanda Griffith         | Sacramento Monarchs      | Lisa Leslie (3)             | Los Angeles Sparks       |
| 1999      | Cynthia Cooper (3)       | Houston Comets           | Teresa Weatherspoon (3)     | New York Liberty         |
| 1999      | Ticha Penicheiro         | Sacramento Monarchs      | Shannon Johnson             | Orlando Miracle          |
| 2000      | Sheryl Swoopes (3)       | Houston Comets           | Katie Smith                 | Minnesota Lynx           |
| 2000      | Natalie Williams (2)     | Utah Starzz              | Tina Thompson (4)           | Houston Comets           |
| 2000      | Lisa Leslie (4)          | Los Angeles Sparks       | Yolanda Griffith (2)        | Sacramento Monarchs      |
| 2000      | Cynthia Cooper (4)       | Houston Comets           | Teresa Weatherspoon (4)     | New York Liberty         |
| 2000      | Ticha Penicheiro (2)     | Sacramento Monarchs      | Shannon Johnson (2)         | Orlando Miracle          |
| 2000      |                          |                          | Betty Lennox                | Minnesota Lynx           |
| 2001      | Katie Smith (2)          | Minnesota Lynx           | Tina Thompson (5)           | Houston Comets           |
| 2001      | Natalie Williams (3)     | Utah Starzz              | Chamique Holdsclaw (2)      | Washington Mystics       |
| 2001      | Lisa Leslie (5)          | Los Angeles Sparks       | Yolanda Griffith (3)        | Sacramento Monarchs      |
| 2001      | Janeth Arcain            | Houston Comets           | Ticha Penicheiro (3)        | Sacramento Monarchs      |
| 2001      | Merlakia Jones           | Cleveland Rockers        | Tamecka Dixon               | Los Angeles Sparks       |
| 2002      | Tamika Catchings         | Indiana Fever            | Tina Thompson (6)           | Houston Comets           |
| 2002      | Sheryl Swoopes (4)       | Houston Comets           | Chamique Holdsclaw (3)      | Washington Mystics       |
| 2002      | Lisa Leslie (6)          | Los Angeles Sparks       | Tari Phillips               | New York Liberty         |
| 2002      | Sue Bird                 | Seattle Storm            | Katie Smith (3)             | Minnesota Lynx           |
| 2002      | Mwadi Mabika             | Los Angeles Sparks       | Shannon Johnson (3)         | Orlando Miracle          |
| 2003      | Lauren Jackson           | Seattle Storm            | Sheryl Swoopes (5)          | Houston Comets           |
| 2003      | Tamika Catchings (2)     | Indiana Fever            | Swin Cash                   | Detroit Shock            |
| 2003      | Lisa Leslie (7)          | Los Angeles Sparks       | Cheryl Ford                 | Detroit Shock            |
| 2003      | Katie Smith (4)          | Minnesota Lynx           | Nikki Teasley               | Los Angeles Sparks       |
| 2003      | Sue Bird (2)             | Seattle Storm            | Deanna Nolan                | Detroit Shock            |
| 2004      | Lauren Jackson (2)       | Seattle Storm            | Tamika Catchings (3)        | Indiana Fever            |
| 2004      | Tina Thompson (7)        | Houston Comets           | Swin Cash (2)               | Detroit Shock            |
| 2004      | Lisa Leslie (8)          | Los Angeles Sparks       | Yolanda Griffith (4)        | Sacramento Monarchs      |
| 2004      | Diana Taurasi            | Phoenix Mercury          | Nikki Teasley (2)           | Los Angeles Sparks       |
| 2004      | Sue Bird (3)             | Seattle Storm            | Nykesha Sales               | Connecticut Sun          |
| 2005      | Lauren Jackson (3)       | Seattle Storm            | Tamika Catchings (4)        | Indiana Fever            |
| 2005      | Sheryl Swoopes (6)       | Houston Comets           | Taj McWilliams-Franklin     | Connecticut Sun          |
| 2005      | Yolanda Griffith (5)     | Sacramento Monarchs      | Lisa Leslie (9)             | Los Angeles Sparks       |
| 2005      | Deanna Nolan (2)         | Detroit Shock            | Becky Hammon                | New York Liberty         |
| 2005      | Sue Bird (4)             | Seattle Storm            | Diana Taurasi (2)           | Phoenix Mercury          |
| 2006      | Lisa Leslie (10)         | Los Angeles Sparks       | Cheryl Ford (2)             | Detroit Shock            |
| 2006      | Diana Taurasi (3)        | Phoenix Mercury          | Alana Beard                 | Washington Mystics       |
| 2006      | Tamika Catchings (5)     | Indiana Fever            | Taj McWilliams-Franklin (2) | Connecticut Sun          |
| 2006      | Lauren Jackson (4)       | Seattle Storm            | Seimone Augustus            | Minnesota Lynx           |
| 2006      | Katie Douglas            | Connecticut Sun          | Sheryl Swoopes (7)          | Houston Comets           |
| 2007      | Lauren Jackson (5)       | Seattle Storm            | Tamika Catchings (6)        | Indiana Fever            |
| 2007      | Becky Hammon (2)         | San Antonio Silver Stars | Katie Douglas (2)           | Connecticut Sun          |
| 2007      | Diana Taurasi (4)        | Phoenix Mercury          | Tina Thompson (8)           | Houston Comets           |
| 2007      | Deanna Nolan (3)         | Detroit Shock            | Seimone Augustus (2)        | Minnesota Lynx           |
| 2007      | Penny Taylor             | Phoenix Mercury          | Sophia Young                | San Antonio Silver Stars |
| 2008      | Candace Parker           | Los Angeles Sparks       | Sue Bird (5)                | Seattle Storm            |
| 2008      | Lisa Leslie (11)         | Los Angeles Sparks       | Becky Hammon (3)            | San Antonio Silver Stars |
| 2008      | Lindsay Whalen           | Connecticut Sun          | Asjha Jones                 | Connecticut Sun          |
| 2008      | Diana Taurasi (5)        | Phoenix Mercury          | Deanna Nolan (4)            | Detroit Shock            |
| 2008      | Sophia Young (2)         | San Antonio Silver Stars | Lauren Jackson (6)          | Seattle Storm            |
| 2009      | Diana Taurasi (6)        | Phoenix Mercury          | Candace Parker (2)          | Los Angeles Sparks       |
| 2009      | Tamika Catchings (7)     | Indiana Fever            | Sophia Young (3)            | San Antonio Silver Stars |
| 2009      | Lauren Jackson (7)       | Seattle Storm            | Lisa Leslie (12)            | Los Angeles Sparks       |
| 2009      | Becky Hammon (4)         | San Antonio Silver Stars | Katie Douglas (3)           | Indiana Fever            |
| 2009      | Cappie Pondexter         | Phoenix Mercury          | Deanna Nolan (5)            | Detroit Shock            |
| 2010      | Lauren Jackson (8)       | Seattle Storm            | Sue Bird (6)                | Seattle Storm            |
| 2010      | Cappie Pondexter (2)     | New York Liberty         | Angel McCoughtry            | Atlanta Dream            |
| 2010      | Tamika Catchings (8)     | Indiana Fever            | Crystal Langhorne           | Washington Mystics       |
| 2010      | Diana Taurasi (7)        | Phoenix Mercury          | Tina Charles                | Connecticut Sun          |
| 2010      | Sylvia Fowles            | Chicago Sky              | Katie Douglas (4)           | Indiana Fever            |
| 2011      | Tamika Catchings (9)     | Indiana Fever            | Penny Taylor (2)            | Phoenix Mercury          |
| 2011      | Angel McCoughtry (2)     | Atlanta Dream            | Seimone Augustus (3)        | Minnesota Lynx           |
| 2011      | Tina Charles (2)         | Connecticut Sun          | Sylvia Fowles (2)           | Chicago Sky              |
| 2011      | Diana Taurasi (8)        | Phoenix Mercury          | Sue Bird (7)                | Seattle Storm            |
| 2011      | Lindsay Whalen (2)       | Minnesota Lynx           | Cappie Pondexter (3)        | New York Liberty         |
| 2012      | Tina Charles (3)         | Connecticut Sun          | Maya Moore                  | Minnesota Lynx           |
| 2012      | Candace Parker (3)       | Los Angeles Sparks       | Sylvia Fowles (3)           | Chicago Sky              |
| 2012      | Tamika Catchings (10)    | Indiana Fever            | Kristi Toliver              | Los Angeles Sparks       |
| 2012      | Cappie Pondexter (4)     | New York Liberty         | Lindsay Whalen (3)          | Minnesota Lynx           |
| 2012      | Seimone Augustus (4)     | Minnesota Lynx           | Sophia Young (4)            | San Antonio Silver Stars |
| 2013      | Maya Moore (2)           | Minnesota Lynx           | Tamika Catchings (11)       | Indiana Fever            |
| 2013      | Candace Parker (4)       | Los Angeles Sparks       | Elena Delle Donne           | Chicago Sky              |
| 2013      | Sylvia Fowles (4)        | Chicago Sky              | Tina Charles (4)            | Connecticut Sun          |
| 2013      | Diana Taurasi (9)        | Phoenix Mercury          | Angel McCoughtry (3)        | Atlanta Dream            |
| 2013      | Lindsay Whalen (4)       | Minnesota Lynx           | Seimone Augustus (5)        | Minnesota Lynx           |
| 2014      | Maya Moore (3)           | Minnesota Lynx           | Angel McCoughtry (4)        | Atlanta Dream            |
| 2014      | Candace Parker (5)       | Los Angeles Sparks       | Nneka Ogwumike              | Los Angeles Sparks       |
| 2014      | Brittney Griner          | Phoenix Mercury          | Tina Charles (5)            | New York Liberty         |
| 2014      | Diana Taurasi (10)       | Phoenix Mercury          | Seimone Augustus (6)        | Minnesota Lynx           |
| 2014      | Skylar Diggins           | Tulsa Shock              | Lindsay Whalen (5)          | Minnesota Lynx           |
| 2014      |                          |                          | Danielle Robinson           | San Antonio Stars        |
| 2015      | Elena Delle Donne (2)    | Chicago Sky              | Candace Parker (6)          | Los Angeles Sparks       |
| 2015      | Tina Charles (6)         | New York Liberty         | Brittney Griner (2)         | Phoenix Mercury          |
| 2015      | Maya Moore (4)           | Minnesota Lynx           | Tamika Catchings (12)       | Indiana Fever            |
| 2015      | DeWanna Bonner           | Phoenix Mercury          | Epiphanny Prince            | New York Liberty         |
| 2015      | Angel McCoughtry (5)     | Atlanta Dream            | Courtney Vandersloot        | Chicago Sky              |
| 2016      | Nneka Ogwumike (2)       | Los Angeles Sparks       | Angel McCoughtry (6)        | Atlanta Dream            |
| 2016      | Tina Charles (7)         | New York Liberty         | Breanna Stewart             | Seattle Storm            |
| 2016      | Maya Moore (5)           | Minnesota Lynx           | Sylvia Fowles (5)           | Minnesota Lynx           |
| 2016      | Elena Delle Donne (3)    | Chicago Sky              | Diana Taurasi (11)          | Phoenix Mercury          |
| 2016      | Sue Bird (8)             | Seattle Storm            | Jewell Loyd                 | Seattle Storm            |
| 2017      | Sylvia Fowles (6)        | Minnesota Lynx           | Nneka Ogwumike (3)          | Los Angeles Sparks       |
| 2017      | Tina Charles (8)         | New York Liberty         | Jonquel Jones               | Connecticut Sun          |
| 2017      | Skylar Diggins-Smith (2) | Dallas Wings             | Chelsea Gray                | Los Angeles Sparks       |
| 2017      | Candace Parker (7)       | Los Angeles Sparks       | Brittney Griner (3)         | Phoenix Mercury          |
| 2017      | Maya Moore (6)           | Minnesota Lynx           | Diana Taurasi (12)          | Phoenix Mercury          |
| 2018      | Breanna Stewart (2)      | Seattle Storm            | Candace Parker (8)          | Los Angeles Sparks       |
| 2018      | Elena Delle Donne (4)    | Washington Mystics       | Skylar Diggins-Smith (3)    | Dallas Wings             |
| 2018      | Liz Cambage              | Dallas Wings             | Courtney Vandersloot (2)    | Chicago Sky              |
| 2018      | Tiffany Hayes            | Atlanta Dream            | Brittney Griner (4)         | Phoenix Mercury          |
| 2018      | Diana Taurasi (13)       | Phoenix Mercury          | Maya Moore (7)              | Minnesota Lynx           |
| 2019      | Courtney Vandersloot (3) | Chicago Sky              | Odyssey Sims                | Minnesota Lynx           |
| 2019      | Chelsea Gray (2)         | Los Angeles Sparks       | Diamond DeShields           | Chicago Sky              |
| 2019      | Elena Delle Donne (5)    | Washington Mystics       | Nneka Ogwumike (4)          | Los Angeles Sparks       |
| 2019      | Natasha Howard           | Seattle Storm            | Jonquel Jones (2)           | Connecticut Sun          |
| 2019      | Brittney Griner (5)      | Phoenix Mercury          | Liz Cambage (2)             | Las Vegas Aces           |
| 2020      | Courtney Vandersloot (4) | Chicago Sky              | Diana Taurasi (14)          | Phoenix Mercury          |
| 2020      | Arike Ogunbowale         | Dallas Wings             | Skylar Diggins-Smith (4)    | Phoenix Mercury          |
| 2020      | A'ja Wilson              | Las Vegas Aces           | Myisha Hines-Allen          | Washington Mystics       |
| 2020      | Breanna Stewart (3)      | Seattle Storm            | DeWanna Bonner (2)          | Connecticut Sun          |
| 2020      | Candace Parker (9)       | Los Angeles Sparks       | Napheesa Collier            | Minnesota Lynx           |
| 2021      | Jonquel Jones (3)        | Connecticut Sun          | A'ja Wilson (2)             | Las Vegas Aces           |
| 2021      | Skylar Diggins-Smith (5) | Phoenix Mercury          | Sylvia Fowles (7)           | Minnesota Lynx           |
| 2021      | Brittney Griner (6)      | Phoenix Mercury          | Arike Ogunbowale (2)        | Dallas Wings             |
| 2021      | Breanna Stewart (4)      | Seattle Storm            | Tina Charles (9)            | Washington Mystics       |
| 2021      | Jewell Loyd (2)          | Seattle Storm            | Courtney Vandersloot (5)    | Chicago Sky              |
| 2022      | A'ja Wilson (3)          | Las Vegas Aces           | Alyssa Thomas               | Connecticut Sun          |
| 2022      | Breanna Stewart (5)      | Seattle Storm            | Sabrina Ionescu             | New York Liberty         |
| 2022      | Kelsey Plum              | Las Vegas Aces           | Nneka Ogwumike (5)          | Los Angeles Sparks       |
| 2022      | Skylar Diggins-Smith (6) | Phoenix Mercury          | Jonquel Jones (4)           | Connecticut Sun          |
| 2022      | Candace Parker (10)      | Chicago Sky              | Sylvia Fowles (8)           | Minnesota Lynx           |
| 2023      | Breanna Stewart (6)      | New York Liberty         | Nneka Ogwumike (6)          | Los Angeles Sparks       |
| 2023      | Alyssa Thomas (2)        | Connecticut Sun          | Jackie Young                | Las Vegas Aces           |
| 2023      | A'ja Wilson (4)          | Las Vegas Aces           | Chelsea Gray (3)            | Las Vegas Aces           |
| 2023      | Napheesa Collier (2)     | Minnesota Lynx           | Jewell Loyd (3)             | Seattle Storm            |
| 2023      | Satou Sabally            | Dallas Wings             | Sabrina Ionescu (2)         | New York Liberty         |
| 2024      | Caitlin Clark            | Indiana Fever            | Sabrina Ionescu (3)         | New York Liberty         |
| 2024      | Napheesa Collier (3)     | Minnesota Lynx           | Kahleah Copper              | Phoenix Mercury          |
| 2024      | Alyssa Thomas (3)        | Connecticut Sun          | Nneka Ogwumike (7)          | Seattle Storm            |
| 2024      | Breanna Stewart (7)      | New York Liberty         | Arike Ogunbowale (3)        | Dallas Wings             |
| 2024      | A'ja Wilson (5)          | Las Vegas Aces           | Jonquel Jones (5)           | New York Liberty         |